# Провулок Станюковича
Прову́лок Станюко́вича — зниклий провулок, що існував у Дарницькому районі міста Києва, місцевість Ліски . Пролягав від Сновської вулиці до вулиці Станюковича. 

## Історія
Виник у середині ХХ століття під назвою Нова вулиця. Назву Станюковича (на честь російського письменника К. М. Станюковича) провулок набув 1955 року. 
Ліквідований у 1977 році у зв'язку із розбудовою Дарницької промзони.